# 7 février 1999
Le dimanche 7 février 1999 est le 38e jour de l'année 1999.

## Naissances
- Bea Miller, actrice et chanteuse américaine
- Cindy Caputo, footballeuse française
- Danylo Beskorovainyi, joueur de football ukrainien
- Jonas Wind, joueur de football danois
- Lucas Dessaigne, joueur français de rugby à XV
- Marcos Louzada Silva, joueur de basket-ball brésilien
- Tamaki Matsumoto, actrice, seiyū et chanteuse japonaise

## Décès
- Alexandro Martínez Camberos (né le 22 juin 1916), avocat, poète, écrivain, et homme politique mexicain
- Antonio Pacenza (né le 18 mars 1928), boxeur argentin
- Bobby Troup (né le 18 octobre 1918), acteur américain
- Driss Slaoui (né le 12 décembre 1926), personnalité politique marocain
- Hussein de Jordanie (né le 14 novembre 1935), roi de Jordanie
- Jean Rigaud (né le 15 juin 1912), peintre français
- Marie de la Conception (née le 25 avril 1905), carmélite espagnole de Palma de Majorque
- Umberto Maglioli (né le 5 juin 1928), pilote automobile italien
- William Ludwig (né le 16 mai 1912), scénariste américain

## Événements
- Lancement de la sonde spatiale Stardust.
- élections législatives régionales de 1999 en Hesse
- Découverte des astéroïdes (15478) 1999 CZ2, (16990) 1999 CS1, (27180) 1999 CM1, (27181) 1999 CX1, (31442) Stark, (59239) Alhazen et (70030) Margaretmiller
- Début de la Coupe COSAFA 1999
- Début des Masters de snooker 1999
- Sortie de l'épisode Max Simpson de la série Les Simpson
- Sortie de l'épisode Suspicion de la série Les Soprano
- Fin de l'Open de Tokyo 1999
- Début du Tournoi des Cinq Nations féminin 1999
- Sortie de l'épisode Toute la vérité de la série X-Files : Aux frontières du réel